# Il terzo delitto
Il terzo delitto (The Mad Miss Manton), è un film del 1938 diretto da Leigh Jason.
Il film mescola commedia e poliziesco ed è il primo con la coppia di star Stanwyck-Fonda; nel 1941 gireranno insieme Lady Eva e in seguito Tu m'appartieni.

## Trama
Melsa Manton è una giovane ereditiera che, una sera a spasso con i suoi cani, entra in una casa di un vicino trovandovi il cadavere di un uomo. Avverte la polizia, ma all'arrivo di questa il corpo è sparito e nessuno è disposto a crederle. Il giorno seguente la ragazza è attaccata pesantemente da un quotidiano per il suo procurato allarme. Si reca allora dall'autore dell'articolo, Peter Ames, al quale chiede di ritrattare quanto sostenuto altrimenti intenterà una causa per diffamazione con risarcimento milionario.
Melsa, sicura del fatto suo, riunisce il gruppo delle sue amiche, tutte giovani e ricche come lei, per indagare sull'accaduto e riaprire il caso. In parallelo fa lo stesso il giornalista Ames che, al di là delle continue schermaglie reciproche, si innamora della ragazza cui non mancano determinazione, temperamento e anche astuzia.
Appurata la presenza di ben due assassinati, Miss Manton diventa una collaboratrice affidabile della polizia e, con le amiche, smonta le accuse che pendevano sul primo indiziato, Ed Norris, un ex galeotto che avrebbe un movente passionale, dando al suo alibi un riscontro apparentemente inattaccabile.
Segue un crescendo nell'intreccio del giallo e nell'innamoramento reciproco, tra i due protagonisti, con Melsa che viene minacciata e quindi utilizzata dalla polizia come esca. Sfuggita ad un attentato, nonostante sia sorvegliata da Peter e dalla polizia, Melsa si libera di tutti per poter tornare a casa e continuare le indagini con le amiche. Sulla strada per casa, raccolti gli indizi, ha l'intuizione che le fa capire che l'assassino è proprio quel Norris che era stato scagionato grazie a lei. Raggiunta dallo stesso e minacciata, viene poi tratta in salvo da Peter e dalla polizia che uccide l'indomito pluriomicida. Risolto il caso, Melsa e Peter possono finalmente mettere da parte tutte le tensioni e coronare il loro amore.

## Distribuzione
Dopo la prima tenutasi a Milwaukee l'8 ottobre 1938, venne distribuito in tutti gli Stati Uniti il 21 ottobre; in Italia uscì solo nel febbraio 1949.